# 대암산 (강원)
대암산(大岩山)은 대한민국 강원특별자치도 인제군과 양구군에 걸쳐 있는 높이 1,310m의 산이다.
대우산과 함께 대암산·대우산 천연보호구역으로 지정되었으며, 지정된 지역은 분지·습원등 지형적으로 다양한 특징을 지니고 있고, 기후 조건이 특이하여 희귀 동·식물이 서식하고 있다.
식물의 종류는 총 59과 123종으로 그중 고층 습원의 특유종이 19종, 미기록종 15종이 알려져 있는 생물의 보고이다.
또한 동식물의 남북한계·동서 구분의 현상이 나타나는 등 식물생태학·식물지리학적·식물분류학적 연구 가치가 매우 클 뿐만 아니라 다양한 동물상, 특이한 지형·지세 및 기후적 특성 등 다양한 자연 환경을 가지고 있어 쳔연기념물로 지정·보호하고 있다.
정상은 통제구역으로 등산은 생태식물원을 들머리로 한 정상 서남쪽 능선 코스만 가능하다.

## 방송 송신 시설
| 디지털TV |                |          |          |        |                            |
| 가상채널 | 방송국명       | 호출부호 | 물리채널 | 출력   | 가시청권                   |
| CH 7-1   | KBS춘천 DTV2   | HLCE-DTV |          | 0.09㎾ | 양구군 일원, 인제군 서화면 |
| CH 9-1   | KBS춘천 DTV1   | HLKM-DTV |          | 0.09㎾ | 양구군 일원, 인제군 서화면 |
| CH 10-1  | EBS 1TV        | HLQL-DTV |          | 0.09㎾ | 양구군 일원, 인제군 서화면 |
| CH 10-2  | EBS 2TV        | HLQL-DTV |          | 0.09㎾ | 양구군 일원, 인제군 서화면 |
| CH 11-1  | 춘천MBC DTV    | HLAN-DTV |          | 0.09㎾ | 양구군 일원, 인제군 서화면 |
| FM라디오 |                |          |          |        |                            |
| 주파수   | 방송국명       | 호출부호 |          | 출력   | 가시청권                   |
| 88.9㎒   | 춘천MBC 라디오 | HLAN-SFM |          | 500㎾  | 양구군 일원, 인제군 서화면 |
| 98.3㎒   | 춘천MBC FM4U   | HLAN-FM  |          | 500㎾  | 양구군 일원, 인제군 서화면 |
| 101.5㎒  | 국방FM         | HLSE-FM  |          | 100W   | 양구군 일원, 인제군 서화면 |
| 104.5㎒  | EBS FM         | HLQL-FM  |          | 500W   | 양구군 일원, 인제군 서화면 |

## 대암산 용늪
큰용늪과 작은용늪 일원이 1997년 3월 28일에 국제보호습지로 지정되었다. 일찍이 그 가치를 인정받아 1973년 용늪을 포함한 대암산 전체가 천연기념물 246호로 지정되었고, 1989년에는 용늪만 따로 생태계보전지역이 되었으며, 1997년에는 대한민국 최초 람사르협약 습지로 등록되었다. 용늪 상류에 위치한 군부대의 연병장과 스케이트장, 작전도로와 헬기장등에서 토사가 용늪으로 쓸려와 용늪에 육상식물이 침투하는 등 용늪의 육지화가 가속되면서 용늪의 육지화를 방지하기 위해 군부대를 용늪과 수계를 달리하는 지역으로 이전하고 기존 군 부대 시설을 철거 및 생태계로 복원하는 공사가 진행 중이다. 

## 같이 보기
- 대암산·대우산 천연보호구역
- 한국의 산